# Gyrodactylus corti
Gyrodactylus corti är en plattmaskart. Gyrodactylus corti ingår i släktet Gyrodactylus och familjen Gyrodactylidae. Inga underarter finns listade i Catalogue of Life.